# Feminismo pós-moderno
O feminismo pós-moderno é uma vertente teórica do feminismo que se opõe a um sujeito universal feminino. Baseando-se na filosofia pós-moderna, o feminismo pós-moderno questiona ideias tradicionais sobre gênero, identidade e poder, ao mesmo tempo em que enfatiza a natureza socialmente construída e fluida desses conceitos.
As feministas pós-modernas argumentam que a linguagem constrói a realidade e que o poder está embutido nas normas sociais, moldando identidades e limitando a agência. Elas buscam desafiar oposições binárias tradicionais (por exemplo, homem/mulher, natureza/cultura) e desconstruir hierarquias.
A inclusão do pensamento pós-moderno no feminismo não é prontamente aceita por todas as feministas – algumas acreditam que o pós-modernismo enfraquece a teoria feminista, enquanto outras são a favor da união.

## Origens

### Derrida
Jacques Derrida (1930-2004) desafiou a ideia de uma verdade objetiva ou "significante transcendental", argumentando, em vez disso, que o significado é construído por meio de uma cadeia infinita de significantes que se referem apenas uns aos outros. Ele introduziu o conceito de différance para ilustrar como a linguagem opera por meio de contrastes e adiamento perpétuo do significado. Sua obra reforça a ideia de que a linguagem não representa a realidade, mas a constrói ativamente.

### Foucault
Michel Foucault (1926-1984) via o poder como uma força difusa e penetrante que molda a subjetividade individual. Em sua concepção, o poder não é meramente repressivo, mas produtivo, operando por meio de instituições, normas e autovigilância internalizada. Ele sugeriu que reconhecer essas dinâmicas de poder pode permitir que os indivíduos desafiem e reconstituam suas subjetividades.

### Feminismo francês
O feminismo francês, como é conhecido hoje, não é uma escola de pensamento autodefinida originária da França, mas sim uma construção anglo-americana. Ele descreve um certo corpo teórico associado a pensadoras francófonas – particularmente Hélène Cixous, Luce Irigaray e Julia Kristeva. O trabalho delas está profundamente enraizado na psicanálise freudiana e lacaniana, com foco nas experiências pré-edipianas, na representação materna e no inconsciente.